# Eleições parlamentares europeias de 1994
As eleições parlamentares europeias de 1994 foram realizadas em 12 Estados Membros da União Europeia, entre os dias 9 e 12 de Junho de 1994. 
Nesta eleição, vê-se a fusão do Partido Popular Europeu e dos Democratas Europeus, um aumento no número total de lugares (567 membros foram eleitos para o Parlamento Europeu) e uma queda na taxa global de afluência às urnas de 57%. O eleitorado era composto por 269 261 000 eleitores.

## Resultados
| Eleições parlamentares europeias de 1994 - Resultados anunciados entre 18 e 21 de Julho de 1994 | Eleições parlamentares europeias de 1994 - Resultados anunciados entre 18 e 21 de Julho de 1994 | Eleições parlamentares europeias de 1994 - Resultados anunciados entre 18 e 21 de Julho de 1994 | Eleições parlamentares europeias de 1994 - Resultados anunciados entre 18 e 21 de Julho de 1994 | Eleições parlamentares europeias de 1994 - Resultados anunciados entre 18 e 21 de Julho de 1994 | Eleições parlamentares europeias de 1994 - Resultados anunciados entre 18 e 21 de Julho de 1994 | Eleições parlamentares europeias de 1994 - Resultados anunciados entre 18 e 21 de Julho de 1994 |
| Grupo                                                                                           | Grupo                                                                                           | Ideologia                                                                                       | Presidido por                                                                                   | MEPs                                                                                            | MEPs                                                                                            | MEPs                                                                                            |
| ----------------------------------------------------------------------------------------------- | ----------------------------------------------------------------------------------------------- | ----------------------------------------------------------------------------------------------- | ----------------------------------------------------------------------------------------------- | ----------------------------------------------------------------------------------------------- | ----------------------------------------------------------------------------------------------- | ----------------------------------------------------------------------------------------------- |
|                                                                                                 | PES                                                                                             | Social-democracia                                                                               | Pauline Green                                                                                   | 198                                                                                             |                                                                                                 |                                                                                                 |
|                                                                                                 | EPP-ED                                                                                          | Democracia cristã, Conservadorismo                                                              | Wilfried Martens                                                                                | 157                                                                                             |                                                                                                 |                                                                                                 |
|                                                                                                 | ELDR                                                                                            | Liberalismo                                                                                     | Gijs De Vries                                                                                   | 43                                                                                              |                                                                                                 |                                                                                                 |
|                                                                                                 | GUE                                                                                             | Socialismo, Comunismo, Marxismo                                                                 | Alonso José Puerta                                                                              | 28                                                                                              |                                                                                                 |                                                                                                 |
|                                                                                                 | FE                                                                                              | Conservadorismo, Populismo                                                                      | Giancarlo Ligabue                                                                               | 27                                                                                              |                                                                                                 |                                                                                                 |
|                                                                                                 | EDA                                                                                             | Gaullismo, Conservadorismo, Nacionalismo                                                        | Jean-Claude Pasty                                                                               | 26                                                                                              |                                                                                                 |                                                                                                 |
|                                                                                                 | G                                                                                               | Ecologismo, Ambientalismo                                                                       | Alexander Langer Claudia Roth                                                                   | 23                                                                                              |                                                                                                 |                                                                                                 |
|                                                                                                 | ERA                                                                                             | Radicalismo, Social liberalismo, Regionalismo                                                   | Catherine Lalumière                                                                             | 19                                                                                              |                                                                                                 |                                                                                                 |
|                                                                                                 | EN                                                                                              | Eurocepticismo                                                                                  | James Goldsmith                                                                                 | 19                                                                                              |                                                                                                 |                                                                                                 |
|                                                                                                 | NI                                                                                              | Independentes                                                                                   | nenhum                                                                                          | 27                                                                                              | Total: 567                                                                                      | Fontes:                                                                                         |

## Partido vencedor por País
| País             | Partido | Partido                        | Votos      | %    | Deputados |
| ---------------- | ------- | ------------------------------ | ---------- | ---- | --------- |
| Alemanha         |         | Partido Social-Democrata       | 11 389 697 | 32,2 | 40 / 99   |
| Áustria (1996)   |         | Partido Popular Austríaco      | 1 124 921  | 29,7 | 7 / 21    |
| Bélgica          |         | Partido Popular Cristão        | 1 013 266  | 17,0 | 4 / 25    |
| Dinamarca        |         | Venstre                        | 394 362    | 19,0 | 4 / 16    |
| Espanha          |         | Partido Popular                | 7 453 900  | 40,6 | 28 / 64   |
| Finlândia (1996) |         | Partido do Centro              | 548 041    | 24,4 | 4 / 16    |
| França           |         | UDF - RPR                      | 4 985 574  | 25,6 | 28 / 87   |
| Grécia           |         | PASOK                          | 2 458 619  | 37,6 | 10 / 25   |
| Irlanda          |         | Fianna Fáil                    | 398 066    | 35,0 | 7 / 15    |
| Itália           |         | Força Itália                   | 10 089 139 | 30,6 | 27 / 87   |
| Luxemburgo       |         | Partido Popular Social Cristão | 319 462    | 31,5 | 2 / 6     |
| Países Baixos    |         | Apelo Democrata-Cristão        | 1 271 840  | 30,8 | 10 / 31   |
| Portugal         |         | Partido Socialista             | 1 061 560  | 34,9 | 10 / 25   |
| Reino Unido      |         | Partido Trabalhista            | 6 753 863  | 44,0 | 62 / 87   |
| Suécia (1995)    |         | Partido Social-Democrata       | 752 817    | 28,1 | 7 / 22    |

## Partidos por Grupos

### Grupo do Partido Socialista Europeu (PES)
| País             | Partido                                | Deputados | CI.  | Resultado    |
| ---------------- | -------------------------------------- | --------- | ---- | ------------ |
| Alemanha         | Partido Social-Democrata               | 40 / 99   | 1.º  | 32,2 / 100,0 |
| Áustria (1996)   | Partido Social-Democrata               | 7 / 21    | 2.º  | 29,2 / 100,0 |
| Bélgica          | Partido Socialista (Flandres)          | 3 / 14    | 3.º  | 17,6 / 100,0 |
| Bélgica          | Partido Socialista (Valónia)           | 3 / 10    | 1.º  | 30,4 / 100,0 |
| Dinamarca        | Partido Social-Democrata               | 3 / 16    | 3.º  | 15,8 / 100,0 |
| Espanha          | Partido Socialista Operário Espanhol   | 22 / 64   | 2.º  | 30,8 / 100,0 |
| Finlândia (1996) | Partido Social-Democrata               | 4 / 16    | 2.º  | 21,5 / 100,0 |
| França           | Partido Socialista                     | 15 / 87   | 2.º  | 14,5 / 100,0 |
| Grécia           | Movimento Socialista Pan-helénico      | 10 / 25   | 1.º  | 37,6 / 100,0 |
| Irlanda          | Partido Trabalhista                    | 1 / 15    | 3.º  | 11,0 / 100,0 |
| Itália           | Partido Democrático de Esquerda        | 16 / 87   | 2.º  | 19,1 / 100,0 |
| Itália           | Partido Socialista Italiano            | 2 / 87    | 10.º | 1,8 / 100,0  |
| Luxemburgo       | Partido Socialista dos Trabalhadores   | 2 / 6     | 2.º  | 24,8 / 100,0 |
| Países Baixos    | Partido do Trabalho                    | 8 / 31    | 2.º  | 22,9 / 100,0 |
| Portugal         | Partido Socialista                     | 10 / 25   | 1.º  | 34,9 / 100,0 |
| Reino Unido      | Partido Trabalhista                    | 62 / 84   | 1.º  | 44,2 / 100,0 |
| Reino Unido      | Partido Social Democrata e Trabalhista | 1 / 3     | 2.º  | 28,9 / 100,0 |
| Suécia (1995)    | Partido Social Democrata               | 7 / 22    | 1.º  | 28,1 / 100,0 |

### Grupo do Partido Popular Europeu - Democratas Europeus (EPP-ED)
| País             | Partido                        | Deputados | CI.  | Resultado    |
| ---------------- | ------------------------------ | --------- | ---- | ------------ |
| Alemanha         | União Democrata-Cristã         | 39 / 99   | 2.º  | 32,0 / 100,0 |
| Alemanha         | União Social-Cristã            | 8 / 99    | 4.º  | 6,8 / 100,0  |
| Áustria (1996)   | Partido Popular Austríaco      | 6 / 21    | 1.º  | 29,7 / 100,0 |
| Bélgica          | Partido Popular Cristão        | 4 / 14    | 1.º  | 27,4 / 100,0 |
| Bélgica          | Partido Social Cristão         | 2 / 10    | 3.º  | 18,8 / 100,0 |
| Bélgica          | Partido Social Cristão         | 1 / 1     | 1.º  | 31,3 / 100,0 |
| Dinamarca        | Partido Popular Conservador    | 3 / 16    | 2.º  | 17,7 / 100,0 |
| Espanha          | Partido Popular                | 28 / 64   | 1.º  | 40,1 / 100,0 |
| Espanha          | Partido Nacionalista Basco     | 1 / 64    | 5.º  | 2,8 / 100,0  |
| Espanha          | União Democrática da Catalunha | 1 / 64    | 4.º  | 4,7 / 100,0  |
| Finlândia (1996) | Partido da Coligação Nacional  | 4 / 16    | 3.º  | 20,2 / 100,0 |
| França           | União pela Democracia Francesa | 13 / 87   | 1.º  | 25,6 / 100,0 |
| Grécia           | Nova Democracia                | 9 / 25    | 2.º  | 32,7 / 100,0 |
| Irlanda          | Fine Gael                      | 4 / 15    | 2.º  | 24,3 / 100,0 |
| Itália           | Pacto Segni                    | 3 / 87    | 7.º  | 3,3 / 100,0  |
| Itália           | Partido Popular Italiano       | 8 / 87    | 4.º  | 10,0 / 100,0 |
| Itália           | Partido Popular Sul Tirolês    | 1 / 87    | 15.º | 0,6 / 100,0  |
| Luxemburgo       | Partido Popular Social Cristão | 2 / 6     | 1.º  | 31,5 / 100,0 |
| Países Baixos    | Apelo Democrata-Cristão        | 10 / 31   | 1.º  | 30,8 / 100,0 |
| Portugal         | Partido Social Democrata       | 1 / 25    | 2.º  | 34,4 / 100,0 |
| Reino Unido      | Partido Conservador            | 18 / 84   | 2.º  | 27,8 / 100,0 |
| Reino Unido      | Partido Unionista do Ulster    | 1 / 3     | 3.º  | 23,8 / 100,0 |
| Suécia (1995)    | Partido Moderado               | 5 / 22    | 2.º  | 23,2 / 100,0 |

### Grupo do Partido dos Liberais Democratas e Reformistas Europeus (ELDR)
| País             | Partido                                       | Deputados | CI.  | Resultado    |
| ---------------- | --------------------------------------------- | --------- | ---- | ------------ |
| Áustria (1996)   | Foro Liberal                                  | 1 / 21    | 5.º  | 4,3 / 100,0  |
| Bélgica          | Liberais e Democratas Flamengos               | 3 / 14    | 2.º  | 18,4 / 100,0 |
| Bélgica          | Movimento Reformador                          | 3 / 10    | 2.º  | 24,3 / 100,0 |
| Dinamarca        | Venstre                                       | 4 / 16    | 1.º  | 19,0 / 100,0 |
| Dinamarca        | Partido Social-Liberal                        | 1 / 16    | 7.º  | 8,5 / 100,0  |
| Espanha          | Convergência Democrática da Catalunha         | 2 / 64    | 4.º  | 4,7 / 100,0  |
| Finlândia (1996) | Partido do Centro                             | 4 / 16    | 1.º  | 24,4 / 100,0 |
| Finlândia (1996) | Partido Popular Sueco da Finlândia            | 1 / 16    | 6.º  | 5,8 / 100,0  |
| França           | União pela Democracia Francesa                | 1 / 87    | 1.º  | 25,6 / 100,0 |
| Irlanda          | Independente                                  | 1 / 15    |      |              |
| Itália           | Liga Norte                                    | 6 / 87    | 5.º  | 6,6 / 100,0  |
| Itália           | Partido Republicano Italiano                  | 1 / 87    | 12.º | 0,7 / 100,0  |
| Luxemburgo       | Partido Democrata                             | 1 / 6     | 3.º  | 18,8 / 100,0 |
| Países Baixos    | Democratas 66                                 | 4 / 31    | 4.º  | 11,7 / 100,0 |
| Países Baixos    | Partido Popular para a Liberdade e Democracia | 6 / 31    | 3.º  | 17,9 / 100,0 |
| Portugal         | Partido Social Democrata                      | 8 / 25    | 2.º  | 34,4 / 100,0 |
| Reino Unido      | Liberal Democratas                            | 2 / 87    | 3.º  | 16,7 / 100,0 |
| Suécia (1995)    | Partido do Centro                             | 2 / 22    | 5.º  | 7,2 / 100,0  |
| Suécia (1995)    | Partido Popular Liberal                       | 1 / 22    | 6.º  | 4,8 / 100,0  |

### Grupo da Esquerda Unitária Europeia (GUE)
| País             | Partido                         | Deputados | CI. | Resultado    |
| ---------------- | ------------------------------- | --------- | --- | ------------ |
| Espanha          | Esquerda Unida                  | 9 / 64    | 3.º | 13,4 / 100,0 |
| Finlândia (1996) | Aliança de Esquerda             | 2 / 16    | 4.º | 10,5 / 100,0 |
| França           | Partido Comunista Francês       | 7 / 87    | 6.º | 6,9 / 100,0  |
| Grécia           | Partido Comunista da Grécia     | 2 / 25    | 4.º | 6,3 / 100,0  |
| Grécia           | Synaspismós                     | 2 / 25    | 5.º | 6,3 / 100,0  |
| Itália           | Partido da Refundação Comunista | 5 / 87    | 6.º | 6,1 / 100,0  |
| Portugal         | Partido Comunista Português     | 3 / 25    | 4.º | 11,2 / 100,0 |
| Suécia (1995)    | Partido da Esquerda             | 3 / 22    | 4.º | 12,9 / 100,0 |

### Grupo da Força Europa (FE)
| País   | Partido      | Deputados | CI. | Resultado    |
| ------ | ------------ | --------- | --- | ------------ |
| Itália | Força Itália | 27 / 87   | 1.º | 30,6 / 100,0 |

### Grupo da Aliança Democrática Europeia (EDA)
| País     | Partido                        | Deputados | CI. | Resultado    |
| -------- | ------------------------------ | --------- | --- | ------------ |
| França   | Reagrupamento para a República | 14 / 87   | 1.º | 25,6 / 100,0 |
| Grécia   | Primavera Política             | 2 / 25    | 3.º | 8,7 / 100,0  |
| Irlanda  | Fianna Fáil                    | 7 / 15    | 1.º | 35,0 / 100,0 |
| Portugal | Partido Popular                | 3 / 25    | 3.º | 12,5 / 100,0 |

### Grupo dos Verdes (G)
| País             | Partido                       | Deputados | CI.  | Resultado    |
| ---------------- | ----------------------------- | --------- | ---- | ------------ |
| Alemanha         | Aliança 90/Os Verdes          | 12 / 99   | 3.º  | 10,1 / 100,0 |
| Áustria (1996)   | Os Verdes - Alternativa Verde | 1 / 21    | 4.º  | 6,8 / 100,0  |
| Bélgica          | Agalev                        | 1 / 14    | 5.º  | 10,7 / 100,0 |
| Bélgica          | Ecolo                         | 1 / 10    | 4.º  | 13,0 / 100,0 |
| Dinamarca        | Partido Popular Socialista    | 1 / 16    | 6.º  | 8,6 / 100,0  |
| Finlândia (1996) | Aliança dos Verdes            | 1 / 16    | 5.º  | 7,6 / 100,0  |
| Irlanda          | Partido Verde                 | 2 / 15    | 4.º  | 7,9 / 100,0  |
| Itália           | A Rede                        | 1 / 87    | 11.º | 1,1 / 100,0  |
| Itália           | Federação dos Verdes          | 3 / 87    | 8.º  | 3,2 / 100,0  |
| Luxemburgo       | Os Verdes                     | 1 / 6     | 4.º  | 10,9 / 100,0 |
| Países Baixos    | Esquerda Verde                | 1 / 31    | 6.º  | 3,7 / 100,0  |
| Suécia (1995)    | Partido Verde                 | 4 / 22    | 3.º  | 17,2 / 100,0 |

### Aliança Radical Europeia (ERA)
| País        | Partido                     | Deputados | CI. | Resultado    |
| ----------- | --------------------------- | --------- | --- | ------------ |
| Bélgica     | União Popular               | 1 / 14    | 6.º | 7,1 / 100,0  |
| Espanha     | Coligação Canária           | 1 / 64    | 5.º | 2,8 / 100,0  |
| França      | Partido Radical de Esquerda | 13 / 87   | 4.º | 12,0 / 100,0 |
| Itália      | Lista Panella               | 2 / 87    | 9.º | 2,1 / 100,0  |
| Reino Unido | Partido Nacional Escocês    | 2 / 84    | 4.º | 3,2 / 100,0  |

### Grupo da Europa das Nações (EN)
| País          | Partido                       | Deputados | CI. | Resultado    |
| ------------- | ----------------------------- | --------- | --- | ------------ |
| Dinamarca     | Movimento de Junho            | 2 / 16    | 4.º | 15,2 / 100,0 |
| Dinamarca     | Movimento Popular contra a UE | 2 / 16    | 5.º | 10,3 / 100,0 |
| França        | Movimento pela França         | 13 / 87   | 3.º | 12,3 / 100,0 |
| Países Baixos | Partido Político Reformado    | 1 / 31    | 5.º | 7,8 / 100,0  |
| Países Baixos | Liga Política Reformada       | 1 / 31    | 5.º | 7,8 / 100,0  |

### Grupo dos Não-Inscritos (NI)
| País           | Partido                                 | Deputados | CI.  | Resultado    |
| -------------- | --------------------------------------- | --------- | ---- | ------------ |
| Áustria (1996) | Partido da Liberdade da Áustria         | 6 / 21    | 3.º  | 27,5 / 100,0 |
| Bélgica        | Vlaams Blok                             | 2 / 14    | 4.º  | 12,6 / 100,0 |
| Bélgica        | Frente Nacional                         | 1 / 10    | 5.º  | 7,9 / 100,0  |
| França         | Frente Nacional                         | 11 / 87   | 5.º  | 10,5 / 100,0 |
| Itália         | Aliança Nacional                        | 11 / 87   | 3.º  | 12,5 / 100,0 |
| Itália         | Partido Socialista Democrático Italiano | 1 / 87    | 13.º | 0,7 / 100,0  |
| Reino Unido    | Partido Unionista Democrático           | 1 / 3     | 1.º  | 29,2 / 100,0 |